# Licinia Praetextata
Licinia Praetextata war eine im 1. Jahrhundert lebende vornehme Römerin. Sie entstammte dem Plebejergeschlecht der Licinier. Nach der erhaltenen Inschrift einer Statuenbasis war sie eine Tochter des Konsuls von 64, Marcus Licinius Crassus Frugi, und dessen Gemahlin Sulpicia Praetextata, die wohl eine Tochter des Suffektkonsuls von 46, Quintus Sulpicius Camerinus, war.
Licinia Praetextata, deren Vater in der Spätzeit der Regierung des Kaisers Nero etwa im Jahr 67 hingerichtet oder verbannt wurde, hatte mindestens drei Geschwister. Sie war laut der genannten Inschrift die Vorsteherin der Vestalinnen (virgo Vestalis maxima), möglicherweise als unmittelbare Vorgängerin jener Cornelia, die auf Befehl von Kaiser Domitian um 91 wegen angeblicher Unkeuschheit lebendig eingemauert wurde.